# Almel, Sindgi
Almel là một làng thuộc tehsil Sindgi, huyện Bijapur, bang Karnataka, Ấn Độ.